# Engin Sahin

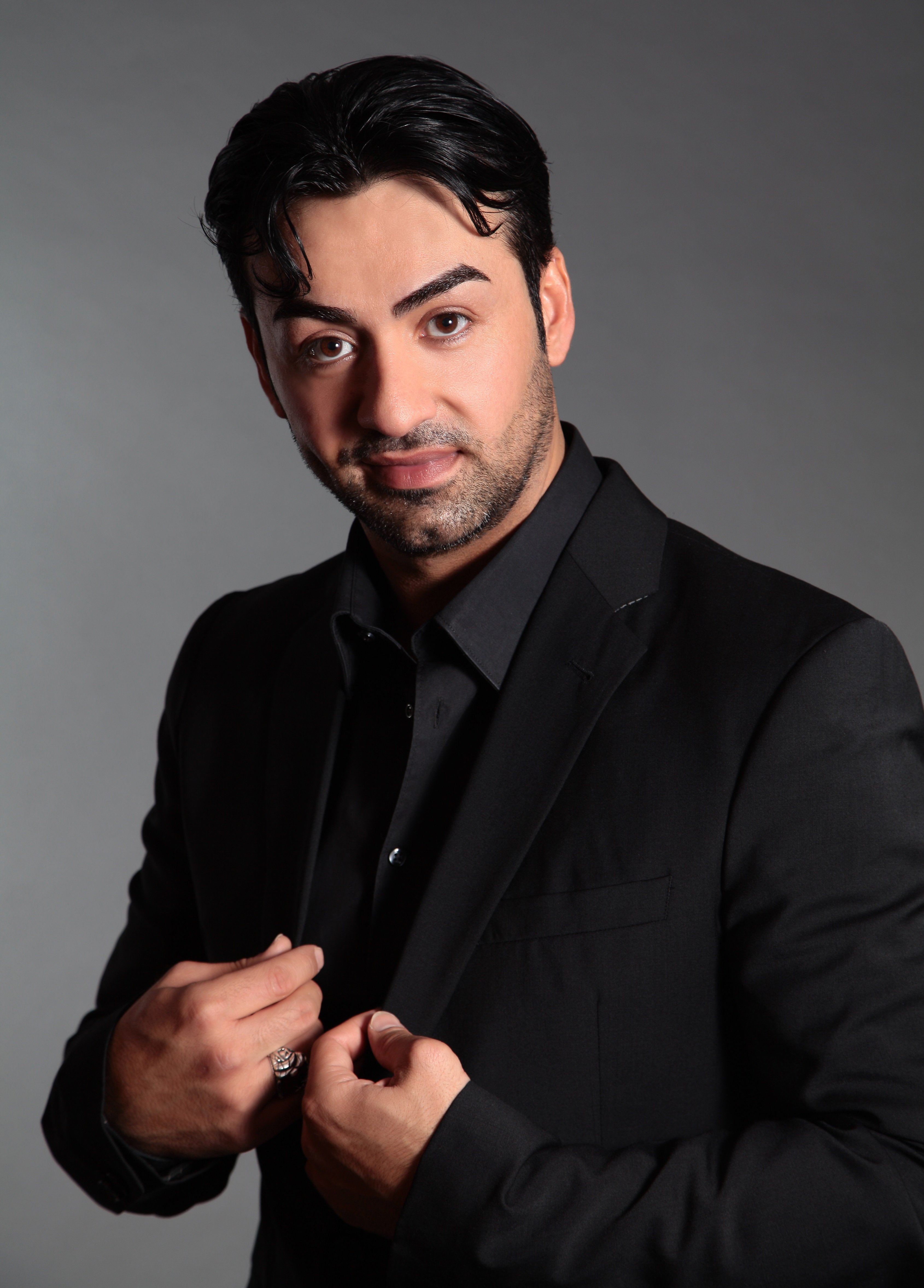
Engin Sahin (2014)

Engin Sahin (* 25. Juni 1978 in Duisburg) ist ein deutsch-türkischer Schauspieler.

## Leben
Engin Sahin wuchs in Duisburg-Rheinhausen auf. Seine Eltern stammen aus der Türkei und kamen 1970 als Gastarbeiter nach Deutschland. Sahin hat drei Brüder. Er ging in Duisburg zur Schule und absolvierte 1998 eine Ausbildung zum Industriemechaniker bei den Mannesmannröhren-Werken. Parallel zu seiner Ausbildungszeit bei Mannesmann sammelte er Bühnenerfahrungen als Schauspieler bei freien Theatergruppen. Bis 2005 arbeitete er in seinem erlernten Beruf als Industriemechaniker. Von 2005 bis 2008 absolvierte er eine Schauspielausbildung am Theater Duisburg und in Essen. 2008/09 belegte er einen Camera-Acting-Workshop in Istanbul.
2009 spielte Sahin in dem TV-Film Takiye – Im Gottes Namen eine kleinere Rolle als Mitarbeiter Gimpa. Es folgten kleine Rollen, meist Tagesrollen, in dem TV-Film Tod in Istanbul (2010) sowie in den TV-Serien Kommissar Stolberg, Alarm für Cobra 11 – Die Autobahnpolizei und Verbotene Liebe. 2010 bekam Sahin die Nebenrollen für verschiedene Comedy-Sketche für Sketch-up. 
2011 spielte Sahin in seinem eigenen Drehbuch die Hauptrolle Marco im Kurzfilm Das Ehrenzeichen. 2011 bekam Sahin eine Tagesrolle als Fitnesstrainer Gürkan Yilmaz in der TV-Dokuserie Niedrig und Kuhnt – Kommissare ermitteln. Im Kinofilm Frisch gepresst (2012) übernahm er die Rolle des Bülent Aktan. 2012 verkörperte er die Hauptrolle des Okan im Kurzfilm Ön Yargi (Das Vorurteil). 2013 spielte er die Hauptrolle im Kurzfilm Don’t forget to Smile, der als Wettbewerbsbeitrag für den 99Fire-Films-Award entstand. 
2015 spielte Sahin die Nebenrolle des Täters in der TV-Serie Aktenzeichen XY … ungelöst.
2017 trat Sahin im Katakomben Theater Essen und im Viva-Bistro-Saal in Hannover in dem Theaterstück Yok Artik in der Hauptrolle des Cafer auf. 2017 schrieb Sahin das Drehbuch zum Kurzfilm Meine Vergangenheit (mit Mischa Filé als Partner), bei dem er die Regie und die Hauptrolle übernahm. 2020 schrieb Sahin das Drehbuch zum Kurzfilm Das Spiel des Schicksals, in dem er die Regie und die Hauptrolle Ali Yilmaz übernahm.
2021 übernahm Sahin in der TV-Serie Aktenzeichen XY … ungelöst die Hauptrolle des „Rebwar Kashraw“.

## Filmografie
(Quelle:)
- 2010: Takiye – In Gottes Namen (Fernsehfilm)
- 2010: Familien im Brennpunkt (Fernsehserie, eine Folge)
- 2010: Tod in Istanbul (Fernsehfilm)
- 2010: Sketch-Up (Fernsehserie)
- 2011: Niedrig und Kuhnt – Kommissare ermitteln: Muskelspiele (Fernsehserie, eine Folge)
- 2011: Das Ehrenzeichen (Gurur Meselesi, Kurzfilm, Darsteller / Drehbuch)
- 2012: Ön Yargi. Das Vorurteil (Kurzfilm)
- 2012: Frisch gepresst (Kinofilm)
- 2013: Don’t forget to smile (Kurzfilm)
- 2015: Aktenzeichen XY … ungelöst (Fernsehserie, eine Folge)
- 2017: Meine Vergangenheit (Kurzfilm, Darsteller / Drehbuch / Regie)
- 2021: Aktenzeichen XY … ungelöst: Blutrausch (Fernsehserie, eine Folge)
- 2022: Das Spiel des Schicksals (Kurzfilm, Darsteller / Drehbuch / Regie)

## Theater
- 05/06: Pippi Langstrumpf, Theater Duisburg
- 06/07: Buddy Holly Story, Theater Duisburg
- 07/08: Hamlet, Theater Duisburg
- 02/17: YOK ARTIK, Essen Katakomben und Viva Bistro Hannover